# Nordkarelien-Projekt
Das Nordkarelien-Projekt war weltweit das erste Public-Health-Projekt zur Senkung der Sterblichkeit durch Herz-Kreislauf-Erkrankungen. Es wurde erstmals von 1972 bis 1977 in Nordkarelien und aufgrund des Erfolgs von 1977 bis 1997 in ganz Finnland durchgeführt. Es befasste sich mit den drei Risikofaktoren (Rauchen, hohe Serum-Cholesterinwerte und hoher Blutdruck), die in der British Doctors Study, der Framingham-Herz-Studie und der Sieben-Länder-Studie identifiziert worden waren.
Zwischen 1972 und 2012 sank die Sterblichkeit aufgrund von Herz-Kreislauf-Erkrankungen bei Männern im erwerbsfähigen Alter um 82 % und bei Frauen im erwerbsfähigen Alter um 84 %. Die Lebenserwartung der gesamten Bevölkerung stieg um 7 Jahre. Zwei Drittel des Mortalitätsrückgangs sind auf die Auswirkungen des Nordkarelien-Projekts zurückzuführen.

## Das Projekt
Nordkarelien, eine Provinz in Finnland, hatte damals laut der Sieben-Länder-Studie die höchste Rate an Herz-Kreislauf-Erkrankungen weltweit und eine besonders niedrige Lebenserwartung der Bevölkerung. Dies war erstaunlich, da die Mehrheit der Bevölkerung schwere Arbeit im Forst oder auf dem Bauernhof verrichtete und von hoher körperlicher Aktivität hätte profitieren sollen. Das Problem löste öffentlichen Druck auf die Behörden aus, Maßnahmen zur Verbesserung der Gesundheit und Lebenserwartung in der Region zu ergreifen.
Die staatliche Gesundheitsbehörde wollte das Problem zunächst durch Ausbau des Krankenhausnetzes und der Arztleistungen angehen. Ärzte wie Pekka Puska sahen jedoch, dass die damalige Lebensweise der Nordkarelier die Risikofaktoren stark begünstigten. Sie plädierten dafür, den Schwerpunkt auf Krankheitsprävention zu setzen, statt erst im Nachhinein Herz-Kreislauf-Erkrankungen zu behandeln. Von 1972 bis 1977 wurde das Nordkarelien-Projekt gestartet, an dem finnische Gesundheitsbehörden, Ärztevereinigungen, die Finnish Heart Association, das Zentralkrankenhaus für Nordkarelien und die Martha-Organisation beteiligt waren. Der Initiator war Martti J. Karvonen, ein Experte für Herz-Kreislauf-Gesundheit und Leiter des finnischen Zweigs der Sieben-Länder-Studie, Co-Leiter war Pekka Puska. Das Nordkarelien-Projekt war weltweit das erste Public-Health-Projekt zur Prävention der Mortalität aufgrund von Herz-Kreislauf-Erkrankungen. Große epidemiologische Studien wie die British Doctors Study, die Framingham-Herz-Studie und die Sieben-Länder-Studie hatten als Risikofaktoren insbesondere Tabakrauchen, einen hohen Serumcholesterinspiegel und hohen Bluthochdruck identifiziert. Das Ziel des Nordkarelien-Projekts bestand also darin, diese drei Risikofaktoren für Herz-Kreislauf-Erkrankungen durch Verhaltensänderungen zu senken. Hierzu wurden den Menschen durch die beteiligten Organisationen und Ärzte Empfehlungen zur Änderung des Lebensstils und der Ernährung gegeben. Die damaligen Ernährungsgewohnheiten der Bevölkerung führten zu einer hohen Aufnahme von gesättigten Fettsäuren, sehr wenig mehrfach ungesättigten Fettsäuren, wenig Gemüse und viel Salz. Dies wurde als Hauptgrund für die hohen Cholesterin- und Blutdruckwerte angesehen. Die Kerninterventionen waren Ratschläge zum Ersatz gesättigter Fette (hauptsächlich Butter) durch ungesättigte Fette (hauptsächlich Rapsöl), zu höherem Gemüsekonsum, weniger Salz und weniger Tabakkonsum.

„Wir veranstalteten Informationsveranstaltungen. Wir besuchten die Leute auf den Agrarhöfen, gingen in Schulen, referierten in Kirchen. Wir diskutierten mit der Lebensmittelindustrie, um gesündere Nahrungsmittel ins Angebot zu bekommen ... Einerseits waren die Leute für die Hilfe dankbar. Andererseits klangen unsere Thesen bedrohlich. Die Bauern sollten ihren Fettkonsum drastisch verringern. Aber Fleisch, Butter, Milch und Sahne wurden auf den Höfen produziert. Unser Ratschlag Nehmt Margarine statt Butter! klang wie eine Bedrohung ihres Berufs!“

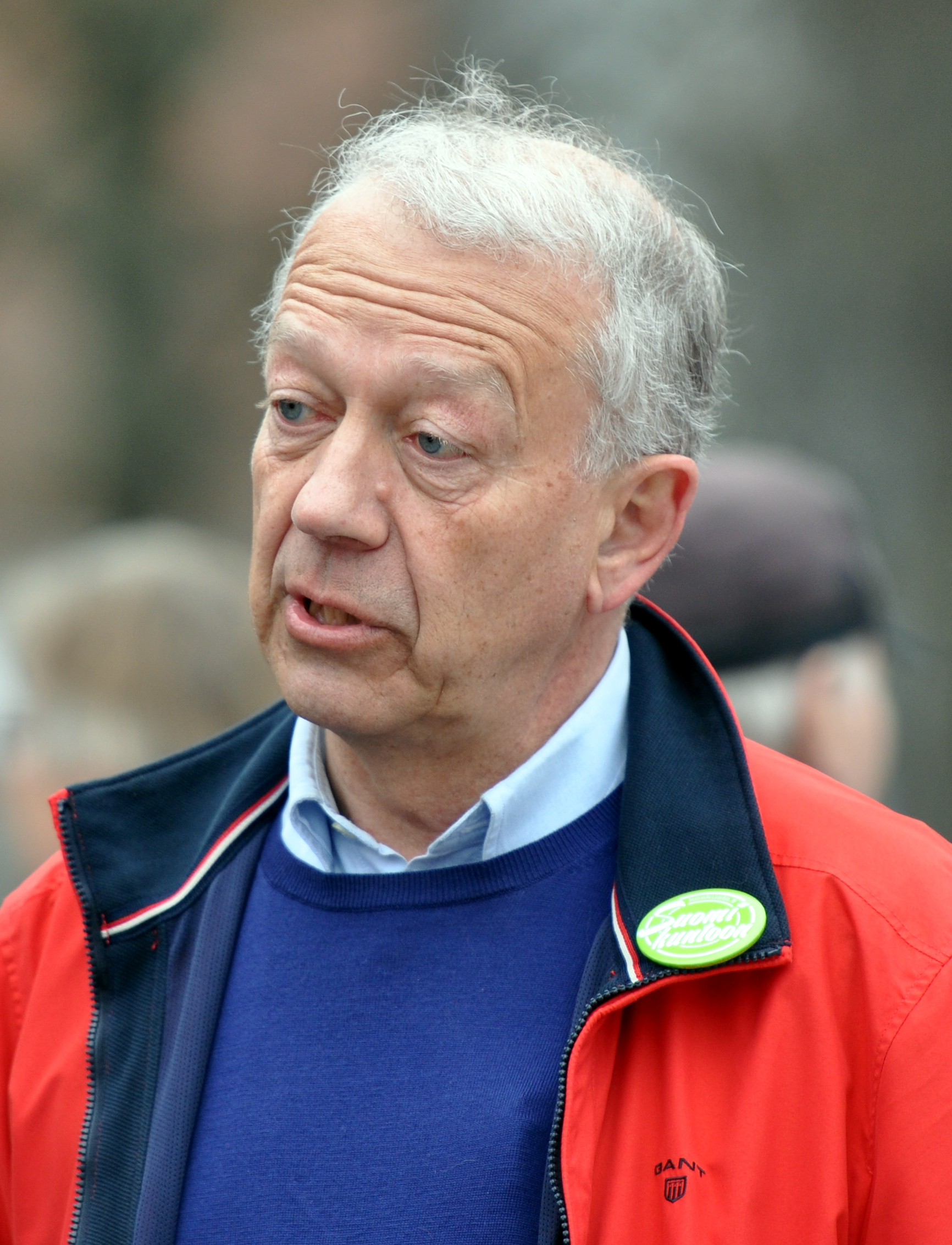
Pekka Puska, 2015

Eine systematische bevölkerungsbasierte Risikofaktorenüberwachung wurde alle 5 Jahre durch entsprechende Erhebungen durchgeführt und veröffentlicht. Gemäß den Erhebungen wurde die Aufnahme gesättigter Fette über die Nahrung von 20 % der Gesamtenergiezufuhr im Jahr 1972 auf 12 % im Jahr 2007 reduziert. Von 2007 bis 2012 erhöhte sich der Anteil wieder auf 14 % der Gesamtenergiezufuhr. Der durchschnittliche Serumcholesterinspiegel wurde um 20 % gesenkt.
|                                         | 1972   | 1979   | 1982   | 1987   | 1992   | 1997   |
| --------------------------------------- | ------ | ------ | ------ | ------ | ------ | ------ |
| Raucher in % der Bevölkerung (Männer)   | 52,6 % | 46,6 % | 41,7 % | 40,5 % | 36,8 % | 33,3 % |
| Serum Cholesterin (mmol/l) (Männer)     | 6,77   | 6,52   | 6,26   | 6,23   | 5,91   | 5,70   |
| Systolischer Blutdruck (mm Hg) (Männer) | 147,1  | 144,2  | 145,5  | 144,0  | 140,7  | 138,8  |
| Raucher in % der Bevölkerung (Frauen)   | 11,4 % | 12,7 % | 16,3 % | 17,3 % | 21,3 % | 17,9 % |
| Serum Cholesterin (mmol/l) (Frauen)     | 6,69   | 6,34   | 6,04   | 5,92   | 5,55   | 5,54   |
| Systolischer Blutdruck (mm Hg) (Frauen) | 149,2  | 141,6  | 141,6  | 138,1  | 134,6  | 132,6  |

Wegen des großen Erfolges diente das Projekt ab 1977 als Demonstration für ganz Finnland. Über das Projekt und die Inhalte wurde in landesweiten Medien berichtet und es gab von 1978 bis 1991 ein Telekolleg im landesweiten Fernsehen.

## Ergebnisse
Die Mortalität aufgrund von Herz-Kreislauf-Erkrankungen von Männern im erwerbsfähigen Alter (zwischen 35 und 64 Jahren) konnte um mehr als 80 % gesenkt werden (von 690 pro 100.000 jährlich auf 100 pro 100.000 jährlich). Die Lebenserwartung der gesamten Bevölkerung stieg um 7 Jahre und Umfragen ergaben eine Verbesserung des subjektiven Gesundheitsempfindens.
- Etwa zwei Drittel des zwischen 1972 und 2012 beobachteten Rückgangs der Sterblichkeit durch Herz-Kreislauf-Erkrankungen waren auf Veränderungen der drei Risikofaktoren zurückzuführen, mit denen sich das Projekt befasste. Bei Männern war der Rückgang der Sterblichkeit größtenteils auf die Senkung des Serumcholesterinspiegels zurückzuführen, während bei Frauen die Senkung des Serumcholesterinspiegels und des systolischen Blutdrucks gleichermaßen zum Rückgang der Sterblichkeit beitrug.
- Ein Drittel der Sterblichkeitsreduktion kann nur durch andere Faktoren wie Ernährung und körperliche Aktivität, Verbesserung der Sekundärprävention und medizinische Fortschritte erklärt werden. Beispielsweise wurden in den 1980er Jahren neue Richtlinien zur Sekundärprävention eingeführt, die eine aktive medikamentöse Behandlung (Aspirin, Betablocker, Angiotensin-Converting-Enzym-Hemmer und später auch Statine) umfassten.[3]

|                                                | 1979   | 1982   | 1987   | 1992   | 1997   | 2002   | 2007   | 2012   |
| ---------------------------------------------- | ------ | ------ | ------ | ------ | ------ | ------ | ------ | ------ |
| Tatsächlicher Rückgang der Mortalität (Männer) | 17 %   | 25 %   | 38 %   | 55 %   | 67 %   | 75 %   | 78 %   | 82 %   |
| Erwarteter Rückgang der Mortalität (Männer)    | 16,5 % | 25,4 % | 28,5 % | 41,3 % | 48,5 % | 50,2 % | 55,7 % | 56,8 % |
| Tatsächlicher Rückgang der Mortalität (Frauen) | 28 %   | 41 %   | 45 %   | 59 %   | 72 %   | 77 %   | 79 %   | 84 %   |
| Erwarteter Rückgang der Mortalität (Frauen)    | 23,7 % | 28,1 % | 35,5 % | 44,7 % | 49,8 % | 51,5 % | 53,5 % | 55,7 % |

Später wurden noch andere Risikofaktoren wie Bewegungsmangel, Übergewicht und erhöhter Blutzucker (der zu Diabetes mellitus führt) identifiziert. Diese wurden seinerzeit im Projekt nicht adressiert und beobachtet. Bewegungsmangel war in den 1970er Jahren in Nordkarelien selten, wurde aber später zu einem großen Problem. Der mittlere Body-Mass-Index stieg im Laufe der Jahrzehnte etwas an, dies dürfte aber die Ergebnisse nicht wesentlich beeinflusst haben, da die Auswirkung von Übergewicht auf das Herz-Kreislauf Risiko weitgehend durch die Auswirkung auf den Blutdruck vermittelt wird und der Blutdruck vom Nordkarelien-Projekt adressiert wurde.